# Nosalowa (Pogórze Ciężkowickie)
Nosalowa (365 m) – wzniesienie na Pogórzu Ciężkowickim, stanowiące południowe odgałęzienie w zachodniej części Pasma Brzanki. Spływający z południowego wschodu potok Rostówka dokonuje przełomu tego pasma oddzielając Nosalową od głównego ciągu Pasa Brzanki. W południowo-wschodnim kierunku od Nosalowej ciągnie się grzbiet oddzielający dolinę Rostówki od doliny Rzepianki. Te dwa potoki opływają Nosalową i jej południowo-wschodni grzbiet. Północne stoki Nosalowej opadają na równinę nad prawym brzegiem Białej. Wcina się w nie potok uchodzący do Białej.
Nosalowa porośnięta jest lasem mieszanym, jej grzbiet natomiast, ciągnący się przez miejscowości Rzepiennik Marciszewski i Rzepiennik Strzyżewski jest w większości bezleśny, zajęty przez pola uprawne i zabudowania tych miejscowości. Od 1995 roku przyroda wzniesienia objęta jest ochroną w ramach Parku Krajobrazowego Pasma Brzanki.
W 1486 roku w pobliżu szczytu lokowana była wieś królewska o nazwie Nosalowa, obecnie nieistniejąca. W swojej historii wieś należała do parafii w Rzepienniku Biskupim, zaś od 1840 roku do parafii w Jodłówce Tuchowskiej.
Przez szczyt przebiegają dwa piesze szlaki turystyczne:
 Siedliska – Nosalowa – Brzanka – Ostry Kamień – Gilowa Góra – Liwocz – Kołaczyce (wytyczony w 1953 roku);
 Gromnik – Golanka – Nosalowa (wytyczony w 1954 roku).
Obydwa szlaki pozostają pod opieką tarnowskiego oddziału PTTK.